# プリンス・オブ・ウェールズ・トロフィー

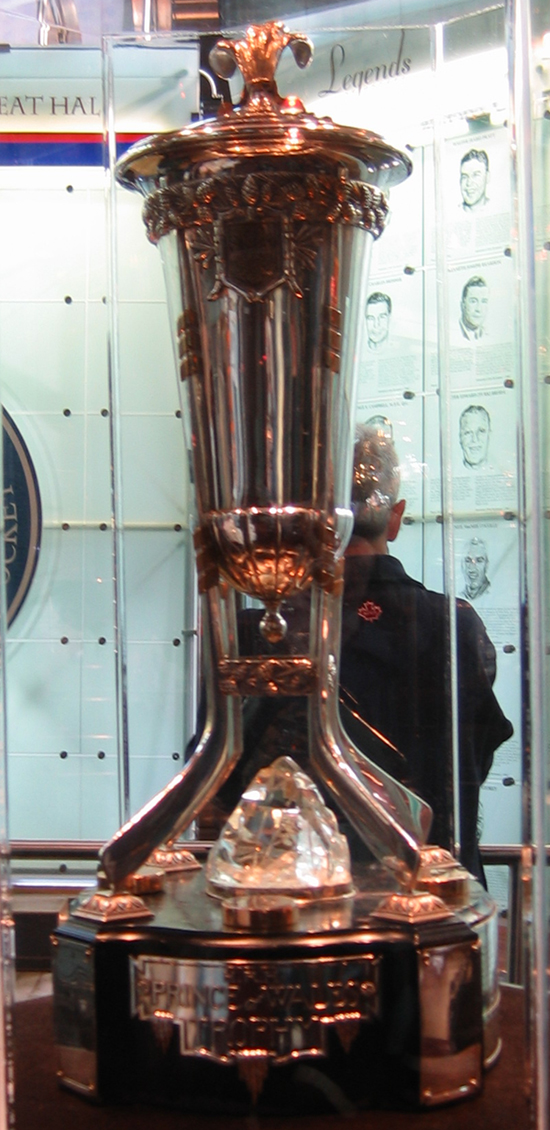
プリンス・オブ・ウェールズ・トロフィー

プリンス・オブ・ウェールズ・トロフィー（Prince of Wales Trophy）はNHLのイースタン・カンファレンスの優勝チームに与えられるトロフィーのことである。
1925－26シーズンに初めてトロフィーが創設された。第1回の受賞チームはモントリオール・カナディアンズであった。トロフィーはエドワード王子（プリンス・オブ・ウェールズ殿下）から由来されている。その後NHLのレギュラーシーズン最高勝率チーム、アメリカン・ディビジョンシーズン最高勝率チーム、ウェールズ・カンファレンス最高勝率チームなどへの授与を経て1981-82シーズン以降はイースタン・カンファレンスのプレーオフを勝ち上がったチームに与えられている。

## 歴史
トロフィーはプリンス・オブ・ウェールズ殿下がスポンサーとなり2,500ドルで製作され1925年12月25日にマディソン・スクエア・ガーデンで行われた試合でニューヨーク・アメリカンズに3-1で勝利したモントリオール・カナディアンズに授与された。1925-26シーズン及び1926-27シーズンにはNHLのプレーオフチャンピオンにオブライエン・カップと共に授与され優勝チームはウェスタン・ホッケー・リーグ（WHL）の優勝チームとスタンレー・カップを争った。その後WHLの崩壊によりスタンレー・カップがNHLのプレーオフを制したチームへ与えられる賞になるとウェールズ・トロフィーはレギュラーシーズン最高勝率をあげたチームに授与されるようになった。1927年から1938年までウェールズ・トロフィーがアメリカン・ディビジョン優勝チームに、オブライエン・カップがカナディアン・ディビジョン優勝チームに授与された。その後NHLチームが1つのディビジョンに統合されウェールズ・トロフィーはレギュラーシーズン最高勝率チームに贈られるようになった。
1967年にNHLが拡張されウェスト・ディビジョンが新設されるとウェールズ・トロフィーはイースト・ディビジョン1位で終えたチームに贈られるようになった。1974年にリーグが2つのカンファレンスに再編されるとウェールズ・トロフィーはウェールズ・カンファレンスのレギュラーシーズン1位のチームに贈られるようになった。1981年にNHLがプレーオフのフォーマットを変更しスタンレー・カップ決勝をそれぞれのカンファレンスを勝ち上がったチーム同士が争うようになってから、ウェールズ・カンファレンスのプレーオフを勝ち上がったチームに贈られるようになった。1994年からはイースタン・カンファレンスよりプレーオフを勝ち上がったチームに贈られるようになった。

## 歴代優勝チーム
| 回数 | チーム                          |
| ---- | ------------------------------- |
| 25   | モントリオール・カナディアンズ  |
| 18   | ボストン・ブルーインズ          |
| 13   | デトロイト・レッドウィングス    |
| 6    | ピッツバーグ・ペンギンズ        |
| 5    | ニュージャージー・デビルズ      |
| 5    | タンパベイ・ライトニング        |
| 4    | ニューヨーク・レンジャース      |
| 4    | フィラデルフィア・フライヤーズ  |
| 4    | フロリダ・パンサーズ            |
| 3    | バッファロー・セイバーズ        |
| 3    | ニューヨーク・アイランダーズ    |
| 2    | カロライナ・ハリケーンズ        |
| 2    | シカゴ・ブラックホークス        |
| 2    | トロント・メープルリーフス      |
| 2    | ワシントン・キャピタルズ        |
| 1    | モントリオール・マルーンズ      |
| 1    | オタワ・セネターズ              |
| 1    | オタワ・セネターズ (オリジナル) |

Key
- * 消滅したチーム
- † = スタンレー・カップ優勝チーム
- a = 1925-26シーズンにカップに刻印

### 最初の優勝チーム
- 1925年12月15日 - モントリオール・カナディアンズ (カナディアンズ 3-1 ニューヨーク・アメリカンズ（英語版） )

### 1923-1925 トロフィー創設前
カナディアンズがこれらのシーズンのリーグチャンピオンとなった。
| シーズン  | 優勝チーム                        | 優勝回数 |
| --------- | --------------------------------- | -------- |
| 1923-1924 | モントリオール・カナディアンズ †a | 1        |
| 1924-1925 | モントリオール・カナディアンズ    | 2        |

### NHLプレーオフ・チャンピオン (1925–1926)
| シーズン  | 優勝チーム                     | 優勝回数 |
| --------- | ------------------------------ | -------- |
| 1925-1926 | モントリオール・マルーンズ * † | 1        |

### NHLレギュラーシーズン・チャンピオン (1926–27)
| シーズン  | 優勝チーム           | 優勝回数 |
| --------- | -------------------- | -------- |
| 1926-1927 | オタワ・セネターズ * | 1        |

### アメリカン・ディビジョン・レギュラーシーズン・チャンピオン (1927–38)
| シーズン  | 優勝チーム                     | 優勝回数 |
| --------- | ------------------------------ | -------- |
| 1927-1928 | ボストン・ブルーインズ         | 1        |
| 1928-1929 | ボストン・ブルーインズ †       | 2        |
| 1929-1930 | ボストン・ブルーインズ         | 3        |
| 1930-1931 | ボストン・ブルーインズ         | 4        |
| 1931-1932 | ニューヨーク・レンジャース     | 1        |
| 1932-1933 | ボストン・ブルーインズ †       | 5        |
| 1933-1934 | デトロイト・レッドウィングス † | 1        |
| 1934-1935 | ボストン・ブルーインズ         | 6        |
| 1935-1936 | デトロイト・レッドウィングス † | 2        |
| 1936-1937 | デトロイト・レッドウィングス † | 3        |
| 1937-1938 | ボストン・ブルーインズ †       | 7        |

### レギュラーシーズン・チャンピオン (1938–67)
| シーズン  | 優勝チーム                       | 優勝回数 |
| --------- | -------------------------------- | -------- |
| 1938-1939 | ボストン・ブルーインズ †         | 8        |
| 1939-1940 | ボストン・ブルーインズ           | 9        |
| 1940-1941 | ボストン・ブルーインズ †         | 10       |
| 1941-1942 | ニューヨーク・レンジャース       | 2        |
| 1942-1943 | デトロイト・レッドウィングス †   | 4        |
| 1943-1944 | モントリオール・カナディアンズ † | 3        |
| 1944-1945 | モントリオール・カナディアンズ   | 4        |
| 1945-1946 | モントリオール・カナディアンズ † | 5        |
| 1946-1947 | モントリオール・カナディアンズ   | 6        |
| 1947-1948 | トロント・メープルリーフス †     | 1        |
| 1948-1949 | デトロイト・レッドウィングス     | 5        |
| 1949-1950 | デトロイト・レッドウィングス†    | 6        |
| 1950-1951 | デトロイト・レッドウィングス     | 7        |
| 1951-1952 | デトロイト・レッドウィングス †   | 8        |
| 1952-1953 | デトロイト・レッドウィングス     | 9        |
| 1953-1954 | デトロイト・レッドウィングス †   | 10       |
| 1954-1955 | デトロイト・レッドウィングス †   | 11       |
| 1955-1956 | モントリオール・カナディアンズ † | 7        |
| 1956-1957 | デトロイト・レッドウィングス     | 12       |
| 1957-1958 | モントリオール・カナディアンズ † | 8        |
| 1958-1959 | モントリオール・カナディアンズ † | 9        |
| 1959-1960 | モントリオール・カナディアンズ † | 10       |
| 1960-1961 | モントリオール・カナディアンズ   | 11       |
| 1961-1962 | モントリオール・カナディアンズ   | 12       |
| 1962-1963 | トロント・メープルリーフス†      | 2        |
| 1963-1964 | モントリオール・カナディアンズ   | 13       |
| 1964-1965 | デトロイト・レッドウィングス     | 13       |
| 1965-1966 | モントリオール・カナディアンズ † | 14       |
| 1966-1967 | シカゴ・ブラックホークス         | 1        |

- † = スタンレー・カップ優勝チーム

### ウェスト・ディビジョン・レギュラーシーズン・チャンピオン (1967–74)
| シーズン  | 優勝チーム                       | 優勝回数 |
| --------- | -------------------------------- | -------- |
| 1967-1968 | モントリオール・カナディアンズ † | 15       |
| 1968-1969 | モントリオール・カナディアンズ † | 16       |
| 1969-1970 | シカゴ・ブラックホークス         | 2        |
| 1970-1971 | ボストン・ブルーインズ           | 11       |
| 1971-1972 | ボストン・ブルーインズ †         | 12       |
| 1972-1973 | モントリオール・カナディアンズ † | 17       |
| 1973-1974 | ボストン・ブルーインズ           | 13       |

### キャンベル・カンファレンス・レギュラーシーズン・チャンピオン (1974–81)
| シーズン  | 優勝チーム                       | 優勝回数 |
| --------- | -------------------------------- | -------- |
| 1974-1975 | バッファロー・セイバーズ         | 1        |
| 1975-1976 | モントリオール・カナディアンズ † | 18       |
| 1976-1977 | モントリオール・カナディアンズ † | 19       |
| 1977-1978 | モントリオール・カナディアンズ † | 20       |
| 1978-1979 | モントリオール・カナディアンズ † | 21       |
| 1979-1980 | バッファロー・セイバーズ         | 2        |
| 1980-1981 | モントリオール・カナディアンズ   | 22       |

### キャンベル・カンファレンス・プレーオフ・チャンピオンズ (1981–93)
| シーズン  | 優勝チーム                       | 優勝回数 |
| --------- | -------------------------------- | -------- |
| 1981-1982 | ニューヨーク・アイランダース †   | 1        |
| 1982-1983 | ニューヨーク・アイランダース †   | 2        |
| 1983-1984 | ニューヨーク・アイランダース     | 3        |
| 1984-1985 | フィラデルフィア・フライヤーズ   | 1        |
| 1985-1986 | モントリオール・カナディアンズ † | 23       |
| 1986-1987 | フィラデルフィア・フライヤーズ   | 2        |
| 1987-1988 | ボストン・ブルーインズ           | 14       |
| 1988-1989 | モントリオール・カナディアンズ   | 24       |
| 1989-1990 | ボストン・ブルーインズ           | 15       |
| 1990-1991 | ピッツバーグ・ペンギンズ †       | 1        |
| 1991-1992 | ピッツバーグ・ペンギンズ †       | 2        |
| 1992-1993 | モントリオール・カナディアンズ † | 25       |

### イースタン・カンファレンスプレーオフ優勝チーム (1993年以降)
| シーズン   | 優勝チーム                                            | 優勝回数 |
| ---------- | ----------------------------------------------------- | -------- |
| 1993-1994  | ニューヨーク・レンジャース †                          | 3        |
| 1994-1995  | ニュージャージー・デビルズ †                          | 1        |
| 1995-1996  | フロリダ・パンサーズ                                  | 1        |
| 1996-1997  | フィラデルフィア・フライヤーズ                        | 3        |
| 1997-1998  | ワシントン・キャピタルズ                              | 1        |
| 1998-1999  | バッファロー・セイバーズ                              | 3        |
| 1999-2000  | ニュージャージー・デビルズ †                          | 2        |
| 2000-2001  | ニュージャージー・デビルズ                            | 3        |
| 2001-2002  | カロライナ・ハリケーンズ                              | 1        |
| 2002-2003  | ニュージャージー・デビルズ †                          | 4        |
| 2003-2004  | タンパベイ・ライトニング †                            | 1        |
| 2004-2005  | 2004年から2005年のNHLロックアウトのため優勝チームなし | -        |
| 2005-2006  | カロライナ・ハリケーンズ †                            | 2        |
| 2006-2007  | オタワ・セネターズ                                    | 1        |
| 2007-2008  | ピッツバーグ・ペンギンズ                              | 3        |
| 2008-2009  | ピッツバーグ・ペンギンズ †                            | 4        |
| 2009-2010  | フィラデルフィア・フライヤーズ                        | 4        |
| 2010-2011  | ボストン・ブルーインズ †                              | 16       |
| 2011-2012  | ニュージャージー・デビルス                            | 5        |
| 2012-2013  | ボストン・ブルーインズ                                | 17       |
| 2013– 2014 | ニューヨーク・レンジャース                            | 4        |
| 2014– 2015 | タンパベイ・ライトニング                              | 2        |
| 2015– 2016 | ピッツバーグ・ペンギンズ †                            | 5        |
| 2016– 2017 | ピッツバーグ・ペンギンズ †                            | 6        |
| 2017- 2018 | ワシントン・キャピタルズ †                            | 2        |
| 2018-19    | ボストン・ブルーインズ                                | 18       |
| 2019–20    | タンパベイ・ライトニング †                            | 2        |

### スタンレー・カップ準決勝 (2020–2021)
| Season  | Winner                   | Win # |
| ------- | ------------------------ | ----- |
| 2020–21 | タンパベイ・ライトニング | 4     |

### イースタン・カンファレンスプレーオフ優勝チーム (2021–present)
| Season  | Winner                   | Win # |
| ------- | ------------------------ | ----- |
| 2021–22 | タンパベイ・ライトニング | 5     |
| 2022–23 | フロリダ・パンサーズ     | 2     |
| 2023–24 | フロリダ・パンサーズ †   | 3     |
| 2024–25 | フロリダ・パンサーズ †   | 4     |

### 備考
1. 1 2  オタワ・セネターズはNHLに存在したチーム(1917–1934)（英語版）